# Chrysomus ruficapillus
Chrysomus ruficapillus е вид птица от семейство Трупиалови. Видът е незастрашен от изчезване.

## Разпространение
Разпространен е в Аржентина, Боливия, Бразилия, Френска Гвиана, Парагвай и Уругвай.